# Relaciones Colombia-Turquía
Las relaciones Colombia-Turquía son las relaciones de política internacional entre Colombia y Turquía.
Las relaciones diplomáticas entre Colombia y Turquía se remontan a 1959. Turquía tienen una embajada en Bogotá, Colombia, desde 2010; y Colombia tiene una embajada en Ankara Embajada fue inaugurada en 2011. Ambos países tuvieron la primera interacción a nivel presidencial en 2011. El presidente de Colombia Juan Manuel Santos realizó una visita a Turquía en el año 2011. 9 al 10 02 2015 en el presidente de Turquía Recep Tayyip Erdoğan visitó Colombia.
Colombia tuvo un volumen comercial con Turquía de 997 millones de dólares en 2014. Colombia recibe un sexto de las exportaciones de Turquía en América Latina, siendo el tercer país en términos de volumen del comercio bilateral. Colombia y Turquía firmaron un acuerdo para la cooperación comercial en 2006. También continuaron las negociaciones para la firma de un acuerdo de libre comercio. Turkish Petroleum International Company en la Oficina Regional de América del Sur comenzó sus actividades en 2008 en Bogotá. Se abolió la visa entre los dos países en 2012